# Pánfilo de Narváez
Pánfilo de Narváez (Navalmanzano, Corona de Castilla, ca. 1470 - Costas de Florida occidental, cerca del delta del Misisipi, Imperio español, 1528) fue un militar, adelantado y conquistador español, nombrado gobernador de la Florida.

## Nacimiento
El origen de su nacimiento ha sido discutido desde hace siglos, barajándose Navalmanzano (Segovia). Ya en el siglo XVII, el cronista Antonio de Herrera y Tordesillas escribía en sus Décadas: «Pánfilo de Narváez, natural de Tierra de Cuéllar para acudir a Diego Velázquez, por ser de Cuéllar, y Pánfilo, no como algunos quieren de Valladolid, sino de Tierra de Cuéllar, del Lugar de Navalmancano, adonde hay hidalgos de este apellido».
Su origen segoviano, como natural de Navalmanzano es, según los historiadores, la opción más acertada. Por otro lado, es Bernal Díaz del Castillo uno de los pocos que apunta su nacimiento en Valladolid o en Tudela de Duero. También se ha demostrado la vecindad de la familia Narváez en Navalmanzano en tiempos del adelantado, perteneciendo a esta familia y siendo sobrino de Pánfilo, Antonio Velázquez de Narváez, también conquistador, que fue hijo de María de Narváez (*Navalmanzano) hermana del adelantado y de Rodrigo Velázquez (*Cuéllar), pariente de Diego Velázquez de Cuéllar, adelantado y primer gobernador de Cuba. Jacobo de la Pezuela le hace originario de Cuéllar, y no de su Tierra.

## Su servicio en el Caribe
Sirvió en Jamaica española (actual Jamaica) a las órdenes de Juan de Esquivel. Más tarde, en 1510, fue ascendido a lugarteniente del gobernador general de Cuba, Diego Velázquez de Cuéllar, con quien colaboró activamente en la conquista de la isla.
Participó en la «matanza de Caonao», un poblado situado en el centro de Cuba. Durante el evento, él y sus hombres masacraron a cientos de indígenas que se habían acercado con alimentos a recibirlos. El inexplicable frenesí con que Narváez y sus hombres atacaron a los atónitos indios quedó retratado por un testigo de la escena, el sacerdote Bartolomé de Las Casas. Junto con este sacerdote y Juan de Grijalva, Narváez realizó expediciones que le llevaron hasta el extremo más occidental de la isla en 1514.
En 1519, desobedeciendo los mandatos del gobernador Velázquez, Hernán Cortés se embarcó rumbo a México y aquel, enojado, envió a Narváez en su seguimiento con instrucciones de capturarlo vivo o muerto.

## Enfrentamiento con Cortés y cautiverio
Tras el desembarco de Narváez en Veracruz al mando de una expedición que constaba de unas 900 personas, sobrevino un período de luchas, durante las cuales algunos de sus seguidores se pasaron a las filas de Hernán Cortés, entre ellos Sancho de Barahona «el Viejo», un extremeño antepasado de Manuel José Arce; finalmente Narváez fue derrotado en Cempoala, Veracruz el 24 de mayo de 1520, herido con una lanza en un ojo por el piquero Pedro Sánchez Farfán, soldado de Cortés y esposo de la famosa María de Estrada, y al quedar tuerto fue hecho prisionero y trasladado a la Villa Rica de la Vera Cruz, donde estuvo cerca de dos años. El resto de sus hombres se incorporó al ejército de Cortés.
De acuerdo con los descubrimientos y la información proporcionada por el mismo Cortés, en junio de 1520, estando Narváez herido, una caravana de su expedición portando suministros compuesta por 552 personas entre decenas de españoles, una decena de esclavos negros y cientos de sirvientes indios y mestizos cayó en manos de guerreros del reino de Texcoco. Todos los hombres, mujeres y niños terminaron sacrificados en rituales mexicas. Se ha logrado identificar entre quienes fueron sacrificados a unos veinte españoles (ocho mujeres y doce hombres), siete negros y dos mulatas. Los hallazgos incluyen elementos como huesos humanos hervidos, lo que hace pensar que los integrantes de la caravana capturada fueron víctimas de canibalismo ritual. Las calaveras fueron exhibidas en el tzompantli local por los mexicas y texcocanos a manera de mensaje para los invasores.

## Gobernador de La Florida
Una vez libre, fue comisionado por el rey Carlos I de España para conquistar La Florida con el título de adelantado, además del título de gobernador de todas las tierras que descubriese desde el río de las Palmas hasta los confines de la citada península.
Se hizo a la mar en Sanlúcar de Barrameda (Cádiz), el 17 de junio de 1527 al frente de una flota de cinco navíos y seiscientos hombres. En Cuba, fueron sorprendidos por tormentas y deserciones, que debilitaron la expedición y no arribó las costas de la Florida hasta abril de 1528.
Narváez desembarcó con trescientos de sus hombres, envió a sus barcos a un puerto conocido por sus pilotos cerca del río de Las Palmas y se internó en territorio de nativos hostiles en busca de oro. Cerca de la bahía de Tampa, el capitán español se hizo amigo de un cacique llamado Hirrihigua. Después zarpó y navegó al norte de la Florida.
Después de la salida del capitán, llegó procedente de Cuba una patrulla española en busca de él. El cacique Hirrihigua logró con malas artes que cuatro miembros de la tripulación patrullera desembarcaran allí, y los capturó. Los españoles restantes huyeron, pero Hirrihigua tenía cuatro prisioneros con los que podía tramar su venganza. Un día de fiesta hizo desnudar a los españoles, y luego mandó que corrieran, uno por uno, alrededor de la plaza de la aldea. Los indios les lanzaron flechas que se les quedaron clavadas en el cuerpo, pero evitaron herirlos en órganos vitales. Así dieron muerte de una manera lenta y dolorosa a tres de los españoles.[cita requerida]
Narváez no encontró grandes riquezas, y cansado de luchar contra los nativos, hizo construir cinco canoas en las que descendió de tierra adentro hasta el mar. Siguiendo la costa hacia occidente, intentó llegar hasta México, pero sorprendidas las frágiles embarcaciones por una gran tormenta, muy cerca del delta del río Misisipi, Narváez y la mayoría de sus acompañantes perecieron ahogados.

## Epílogo
Del naufragio sobrevivieron cuatro, Álvar Núñez Cabeza de Vaca, Alonso del Castillo Maldonado, Andrés Dorantes de Carranza y el esclavo bereber Esteban (Estebanico), quien es probable que fuese la primera persona nacida en África que llegó a lo que hoy son los Estados Unidos.
Álvar Núñez Cabeza de Vaca escribió la narración Naufragios y comentarios en la cual describe sus vivencias y las de sus tres compañeros, quienes atravesaron a pie durante ocho años el suroeste de los Estados Unidos y norte de México hasta llegar a Culiacán, en Sinaloa, donde al fin encontraron una villa española.